# حیدرخان عمواوغلی
حیدرخان عمواوغلی تاریوردی افشار (زاده ۱۲۵۹ خورشیدی در سلماس – درگذشته ۵ آبان ۱۳۰۰ در گیلان) مشهور به حیدرخان عمواوغلی انقلابی ایرانی و از فعالان مؤثر جنبش مشروطه ایران و از رهبران حزب کمونیست ایران بود. پس از به توپ بستن مجلس حیدرخان عمواوغلی عده‌ای داوطلب فدایی را برای مبارزه با محمدعلی شاه و یاری مجاهدان تبریز روانه نمود و خود نیز به تبریز آمد.
حیدرخان عمواوغلی در بسیاری از رویدادهای انقلابی مشروطیت دست داشت:
- ترور امین السلطان، صدراعظم مظفرالدین شاه،
- بمب انداختن درخانه علاءالدوله
- سوءقصد به محمدعلی شاه
- کشتن شجاع نظام مرندی با بمب دست‌ساز.
- تأسیس حزب کمونیست ایران. حیدرخان عمواوغلی طی اولین کنگره خلق‌های شرق در ۱۸ شهریور ۱۲۹۹ ریاست کمیته مرکزی حزب کمونیست جدید را بر عهده داشت.[۳]

حیدرخان پس از فتح تهران به فعالیت انقلابی خود ادامه داد. از جمله به کمک چهار تن از مجاهدان عبدالله بهبهانی را جلو چشم خویشانش ترور کردند. تا این‌که محل زندگی او شناسایی شد. به دستور یپرم‌خان او را تبعید کردند. حیدرخان به روسیه و از آن‌جا به فرانسه و سوئیس رفت و به همکاران لنین پیوست.
با شروع جنبش جنگل با آنان تماس گرفت و در اردیبهشت ۱۳۰۰ ه‍. ش، پس از مذاکرات طولانی، امضای توافق بر سر همکاری جدید با میرزا کوچک‌خان را امکان‌پذیر ساخت. پس از اختلافات و کشمکش‌هایی که در جنبش جنگل پیش‌آمد، حیدر خان در یکی از روستاهای گیلان به نام روستای میان رز  محاصره و توسط میرزا کوچک خان و افرادش به قتل رسید. تاریخ کشته شدن وی را ۵ آبان ۱۳۰۰ مقارن با ۱۸ اکتبر ۱۹۲۱ ذکر نموده‌اند.

## تولد و خانواده
حیدرخان عمواوغلی مشهور به حیدر برقی (حیدر بمبیست) و نام اصلیش حیدر تاری‌ویردیوف افشار اورموی (خداداد) بود. نام والدین وی علی اکبر افشار و زهرا خانم ذکر شده است.
در کتاب شرح رجال ایران آمده است: «وی فرزند میرزا علی‌اکبر ارومیه‌ای بود، معلوم نیست از ارومیه به قفقاز رفته یا از سلماس به هر جهت، جد حیدرخان یعنی پدر میرزاعلی‌اکبر معروف به حاجی ملاعلی تاری ویردیوف بود، و در شهر ارمنی‌نشین الکساندروپل که یکی از ولایتهای صنفی ارمنستان بوده و بعدها در زمان تصرف امپراطوری عثمانی گمری و سرانجام در زمان حکومت اشتراکی شوروی به نام لنیناکال موسوم گشت، ساکن بوده است.»
در محل تولد او اختلاف است. برخی او را اهل سلماس، برخی اهل قفقاز و برخی او را از مردم ارومیه دانسته‌اند. فریدون بازرگان که اهل سلماس بود و پدرش، پدر و پدربزرگ حیدرخان را به خوبی می‌شناخت و خود به وقت اقامت حیدرخان در روسیه با او دوستی داشت، وی را ایرانی و از ایل افشار ارومیه دانسته است.
پدرش علی‌اکبر افشار، طبیب بود. مشهدی علی‌اکبر را مردم «عمو» خطاب می‌کردند. به همین خاطر حیدرخان به عمواوغلی (به ترکی یعنی پسرعمو) شهرت یافت. او مردی دل‌سوز و مهربان بود و در میان مردم نفوذ بسیار داشت. وی در سال ۱۲۶۵ ه‍.ش (۱۸۸۶م) به علت فشارهای مأموران دولتی همراه خانواده‌اش در شهر الکساندرپل (لنیناکان) در ارمنستان مقیم شد.

## تحصیلات در قفقاز
حیدر خان در آن شهر پس از اتمام تحصیلات ابتدائی در ایروان هم دبیرستان را با کسب مدال طلا به پایان رسانید و در عین حال با برخی از آثار انقلابی آشنا شد و ضمن اطلاع از مارکسیسم در ۱۸ سالگی وارد حزب سوسیال دموکرات شد. سپس در گرجستان به دانشگاه برق انیستیتوی پلی تکنیک وارد شد. حیدرخان می‌گوید از سن دوازده سالگی در روسیه سرش به امور سیاسی بازشده است.
حیدرخان بعد از تحصیل با دیپلم مهندسی برق به باکو رفت و در جریان انقلاب ۱۹۰۷ روسیه قرار گرفت. وی به اتفاق کراسین که از انقلابیون معروف بود، ایستگاه برقی بر پا کرد، سپس در کارخانه متقال بافی، ماشینیست برق شد و سرانجام به سمت سرمکانیک در صنایع نفتی تقی اف به کار مشغول شد. در این هنگام حزب اجتماعیون به رهبری نریمان نریمانف در باکو تشکیل شد و حیدرخان به عضویت کمیته مرکزی این تشکیلات انتخاب شد.

## بازگشت به ایران
با اختراع چراغ برق و ورود آن به ایران متولیان آستان قدس به فکر افتادند که برای تأمین روشنائی حرم از کارخانه چراغ برق استفاده کنند؛ بنابراین مظفرالدین شاه در هنگام بازگشت از سفر اول اروپا (۲۵ فروردین تا ۴ آذر ۱۲۷۹) سه روز در باکو ماند و دستوری برای خرید موتور برق برای حرم امام رضا در مشهد صادر کرد، چون در آن زمان بین مسلمانان مهندس چراغ برق بسیار کم بود، بنابراین مسلمان‌های باکو، حیدرخان عمو اوغلی را معرفی کردند. به عقیده کسروی، حیدرخان چون تحصیلات مهندسی برق داشت، به دعوت رضایوف (حاج میرزا محمود میلانی) از بازرگانان تبریز، پس از خرید ماشین اوتو دویتز و لوازم چهارصد چراغ، به‌سمت خراسان حرکت کرد و در حدود جمادی‌الاول ۱۳۲۰ در کارگاه برق مشهد استخدام شد. حیدرخان عمواوغلی مدت ۱۵ ماه در مشهد مشغول به کار انداختن کارخانه برق حرم امام رضا و بالا خیابان بود.
در این زمان در مشهد نیرالدوله حکم‌رانی می‌کرد و سهام الملک متولی باشی آستان قدس بود، طبق تقریرات حیدرخان که میرزا ابراهیم منشی زاده نوشته است؛ «نیرالدوله در حین حرکت و عبور از کوچه و بازار عده کثیری از فراش‌ها تقریباً به عده چهارصد نفر جلو و عقب خود انداخته و کسانی را که نشسته بودند، به زور بلند کرده و حکم به تعظیم کردن می‌نمودند، و حتی متولی باشی نیز از این حرکات معمول می‌داشت. چون چراغ برق یک چیز تازه درایران بود، اهل خراسان اغلب به تماشای کارخانه می‌آمدند. به همین دلیل تقریباً با تمام اهل خراسان از وضیع و شریف آشنا شدم»
از مجموع تقریرات حیدرخان چنین ملاحظه می‌شود که رابطه وی به‌واسطه دارا بودن روحیه و اندیشه‌های انقلابی، با متولی باشی حسنه نبوده، به‌طوری‌که روزی در اول شب، کسی به عجله وارد کارخانه شد و گفت: متولی باشی برای تماشای کارخانه می‌آید، بهتر است چراغ جلو بفرستید، حیدرخان اعتنائی به او نکرد و دستور داد دروازه کارخانه را نیز بستند و متولی باشی پس از نیم ساعت انتظار، وارد کارخانه شد. مقصود حیدرخان از این تحقیرات، به صرافت انداختن و حالی کردن به مردم بود که تکلیف و وظیفه شخصیت بشریت را درک نمایند.
سفاکی‌های حاکم وقت خراسان نیز او را ناراحت می‌کرد. در بدو ورود، حیدرخان نیرالدوله یک نفر را بر دروازه شهر شقه نموده و هر شقه را در دو سوی دروازه شهر آویزان کرده بود. مردم این عمل حکم‌ران را تحسین می‌کردند و آن را نشانه توانمندی وی در اداره شهر می‌دانستند (رئیس نیا-۳۵). حیدرخان با توجه به اوضاع اجتماعی مشهد، گرانی نان و قحطی را بهانه تحریک مردم علیه حکم‌ران قرارداده و خواست برای عزل وی قیام کنند، بنابراین هیجان غریبی در مردم ظاهر شده و یک‌باره عزل حاکم را خواستار شدند. در این قیام چندین خانه هم تاراج شد که یکی از آن‌ها خانه نایب التولیه بود که بیست خم شراب از منزلش بیرون آوردند، دو خم از آن شراب را در دم بست دروازه صحن گذارده به عابرین می‌گفتند، این شراب‌ها از خانه نقیب‌السادات سرکشیک حرم بیرون آمده است که ظاهراً خود را تقدیس می‌نماید. اما این قیام به خاطر فهم کم مردم به نتیجه نرسید. پس از این بلوا (۱۳۲۱ق) نیرالدوله از حکومت عزل و رکن‌الدوله منصوب گردید.
حیدرخان عمواوغلی مدت ۱۵ ماه در مشهد مشغول به کار انداختن کارخانه برق حرم و بالا خیابان بود. کارخانه برق در آن زمان با زغال‌سنگ کار می‌کرد و در کوچه‌ای به‌نام چراغ برق قرارداشت. در قاب چهارچوبه‌ای که در ایوان طلای صحن کهنه نصب کرده بودند این شعر با خط درشت و نستعلیق و با نور برق روشن در شب‌ها جلوه خاصی داشت.
| شهی که شمع حریمش فروغ مشعل و ماه |  | چراغ‌چی سزد او را مظفرالدین شاه |

حیدرخان در مشهد به نشر افکار حزب سوسیال دموکرات پرداخت و حتی سعی و تلاش داشت که فرقه سیاسی تشکیل بدهد که موفق نشد. وبا آزادی‌خواهان آنجا مثل ملک الشعرای بهار ارتباط و همکاری داشت. ملک الشعرای بهار ضمن اشاره به آن، خود را جزء اعضای کمیته ایالتی نامیده است.

## نامه سرگشاده به محمد علی شاه
قسمتی از یک نامه سرگشاده خطاب به محمد علی شاه قاجار، به قلم حیدر خان عمواوغلی. اصل نامه به زبان ترکی ست. آن نامه در نشریه «کوشش» چاپ تبریز منتشر شد. ترجمه فارسی آن از مصطفی افشار (تاری وردیف) برادر حیدر خان است.

از طرف کمیته انقلاب ایران به سرپرستی حیدر خان عمواوغلی
ما مصمم هستیم به تمام فشارها، زور گویی‌ها و جنایات و وحشی گری‌ها و تعدّی‌های شما که امروز مانند امواج پهناور، همه جای ایران را پوشانیده و شعله آن مظالم به آسمان رسیده است، با ضدّ ضربه‌ها پاسخ گوییم و به هر طریقی که شده به این وضع خاتمه دهیم. هیچ معنی و فایده ندارد که شما در کنجی نشسته و مشغول همجنس بازی باشید و نوکرهای شما، ملت نجیب و بدبخت ایران را غارت کنند و آنان را تا آخرین نخی که بر تن دارند لخت و سپس زندانی و معدوم کنند. هیچ دفاعی شما را تبرئه نمی‌کند.
ملت ایران نه به شخص شما و نه به دولت شما مطلقاً اعتماد ندارد. شما باید از سلطنت استعفا داده کنار بروید و اعضا دولت شما به‌طور صلح جویانه به خانه‌های خود بروند و در کمال آرامش در آنجا بمانند و جای خود را به مدافعان با غیرت و با اراده ملت بسپارند. شما خود را شاه شاهان ایران و سلطان مستبد مطلق العنان کشور می‌دانید؛ ولی من به شما اعلام می‌کنم که هرگز چنین کسی نبوده‌اید؛ فقط یک مفتخور پست کثیف، رشوه خوار، آلوده و خائن به ملت و کشور هستید. تلاش شما برای چیست؟ شما در هر ساعت و دقیقه آماده‌اید تمام نعمات و موهبت‌ها، منافع، حقوق و استقلال کشور و وطن را در قبال یک دانه عدس به بیگانگان بفروشید.
آیا غیر از این است؟ اقلاً یک کار خیر، یک اقدام موهبت‌آمیز که به نفع ملت انجام داده باشید به من نشان بدهید. بر عکس، تمام طبیعت شما، تمام وجود شما پر از نارسایی و نقصان و فساد است. شما فاقد شهامت، کوشش، همّت، انرژی و معتقدات هستید. شما حتی کوچک‌ترین احساس عدالت ندارید و فاقد اخلاق هستید…
... در حال حاضر از نظر ملت، شما پست‌ترین و منفورترین حیوان هستید و موجودی سقوط کرده. ملت نجب ایران بدون استثنا از شما متنفر است…

## تهران
حیدرخان در رجب ۱۳۲۱ ه‍.ق از مشهد به تهران رفت و در کارخانه برق حاجی امین‌الضرب استخدام شد. چون در این کارخانه کار می‌کرد به «حیدرخان برقی» شناخته شد.
حیدرخان عمواوغلی با اوج‌گیری جنبش مشروطه در بسیاری از رویدادهای انقلابی مشروطیت دست داشت. ظاهراً اندیشه ترور میرزاعلی‌اصغر اتابک، صدر اعظم محمد علی شاه، هم از ذهن او برخاسته و از سوی عباس آقای صراف، داوطلبانه به اجرا درآمده است. پس از به توپ بستن مجلس به باکو رفت و در آن‌جا عده‌ای داوطلب فدایی را برای مبارزه با محمدعلی شاه و یاری مجاهدین تبریز روانه نمود و خود نیز به تبریز آمد. در جریان نبردهای تبریز در کشتن شجاع نظام مرندی با بمب دست داشت.
حیدرخان پس از فتح تهران به فعالیت مخفی انقلابی خود ادامه داد. در سال ۱۳۲۸ به مأموریت مخفی میان ایل بختیاری رفت و در ربیع‌الاول ۱۳۲۹ به تهران بازگشت و در آن‌جا به صورت مخفی زندگی می‌کرد، تا این‌که محل زندگی او شناسایی شد. به دستور یپرم‌خان او را تبعید کردند. حیدرخان به روسیه و از آن‌جا به فرانسه و سوئیس رفت و به همکاران لنین پیوست. طی اولین کنگره خلق‌های شرق در ۲۵ ذیحجه ۱۳۳۸ ریاست کمیته مرکزی حزب کمونیست جدید را بر عهده داشت.

## گیلان
در تأسیس حزب کمونیست ایران نقش مؤثر داشت و در اولین کنگره خلق‌های شرق در ۲۵ ذیحجه ۱۳۳۸ نمایندگی حزب کمونیست ایران را بر عهده داشت.
با شروع جنبش جنگل با آنان تماس گرفت و در اردیبهشت ۱۳۰۰ ه‍. ش، پس از مذاکرات طولانی، امضای توافق بر سر همکاری جدید با میرزا کوچک‌خان را امکان‌پذیر ساخت. بر این اساس در دوره هفت‌ماهه پایانی نهضت جنگل به یاران میرزا کوچک‌خان پیوست. وی اندیشهٔ اتحاد با میرزا را داشت و پس از توافق با میرزا برای جنگلی‌ها پول و اسلحه فراهم کرد.
پس از اختلافات و کشمکش‌هایی که در جنبش جنگل پیش‌آمد حیدر خان در یکی از روستاهای گیلان محاصره و کشته شد. در یکی از جلسات یاران میرزا خبردار شدند توطئه‌ای علیه آنان در شرف تکوین است و بنابراین به ملاسرا حمله کردند. حیدرخان از آنجا فرار کرده به پسیخان رفت. معین‌الرعایا، حیدرخان را به ایل آلیان فرستاد. افراد ایل وقتی از نابودی نهضت جنگل اطلاع حاصل نمودند، حیدرخان عمواوغلی را به بهانه‌های مختلف خفه کردند و بدنش را در قریه «مسجد پیش» که محل سکونت ایل بود به خاک سپردند. اما عده‌ای هم کشته شدن حیدرخان را توسط میرزا کوچک خان تأیید کرده‌اند و تاریخ کشته شدن وی را ۵ آبان ۱۳۰۰ مقارن با ۱۸ اکتبر ۱۹۲۱ ذکر نموده‌اند.

## قاتل حیدر خان
راجع به قاتل حیدر خان روایات متفاوت است. کتابی که در ۱۳۷۵ توسط نوه معین الرعایا، شاهپور آلیانی نوشته شده، صراحتاً قاتل را شخص معین الرعایا می‌داند. نویسنده حتی کسانی را که بر معین الرعایا در قتل حیدرخان خرده می‌گیرند، می‌تازد و مرگ را حق حیدرخان می‌داند.
آلیانی در کتابش با ذکر سندی که نشان می‌دهد میرزا اختیارات غورخانه را به معین الرعایا داده بود، این اقدام جسورانه را به معین الرعایا نسبت می‌دهد و حتی به آن افتخار می‌کند و می‌گوید: «کشتن فردی کمونیست که در نهضت جنگل نفوذ کرده بود مایه افتخار است.»
علی اصغر شمیم در کتاب خود در بحث خود از پایان کار میرزا می‌نویسد: «احسان الله خان به باکو گریخت و خالو قربان از میرزا جدا شد و حیدر عمو اوغلی به دست میرزا به قتل رسید.»
رحیم رضازاده ملک در کتاب خود به اختلافات میرزا و حیدرخان که بر سر قدرت بوده اشاره کرده و می‌نویسد:
سروری و برتری حیدرخان عمو اوغلی، بیش از همه برای میرزا کوچک گران می‌آمد؛ زیرا طول مدت انقلاب (شش سال) و ریاست میرزا کوچک در این مدت نشان داده بود که وی قادر به یکسره کردن کار و به پیروزی رسانیدن نهایی انقلاب نیست. هرج و مرج‌ها و کشت و کشتارهای متعدد و تلف شدن جان و مال مردم در این مجادله‌ها، عامه را از میرزا کوچک ناامید کرده بود و حال که حیدر خان عمواوغلی به جنگل آمده بود، با آگاهی ایکه به خصوصیات وی داشتند، همه چشم امید به وی دوخته بودند. میرزا کوچک این را می‌دید و از این بابت سخت دل‌آزرده بود.

بر اساس اسناد به جای مانده تفنگچیان حسن خان کیش دره‌ای (معین الرعایا)، اسماعیل خان، گائوک و چند نفر دیگر به خانه‌ای در ملاسرا که حیدر خان عمو اوغلی و دوستانش در آنجا جمع شده بودند یورش بردند و آنجا را به آتش کشیدند.

## پیوند به پیرون
- تشکیل حزب کمونیست ایران
- قتل حیدرخان اولین دبیر اول حزب کمونیست ایران
- بخشی از تقریرات حیدر خان در مورد هیئت مدهشه و ترور اتابک
- نقش حیدر خان در نهضت جنگل
- مروری بر سرگذشت حیدرخان عمو اوغلی